# Yaourt glacé

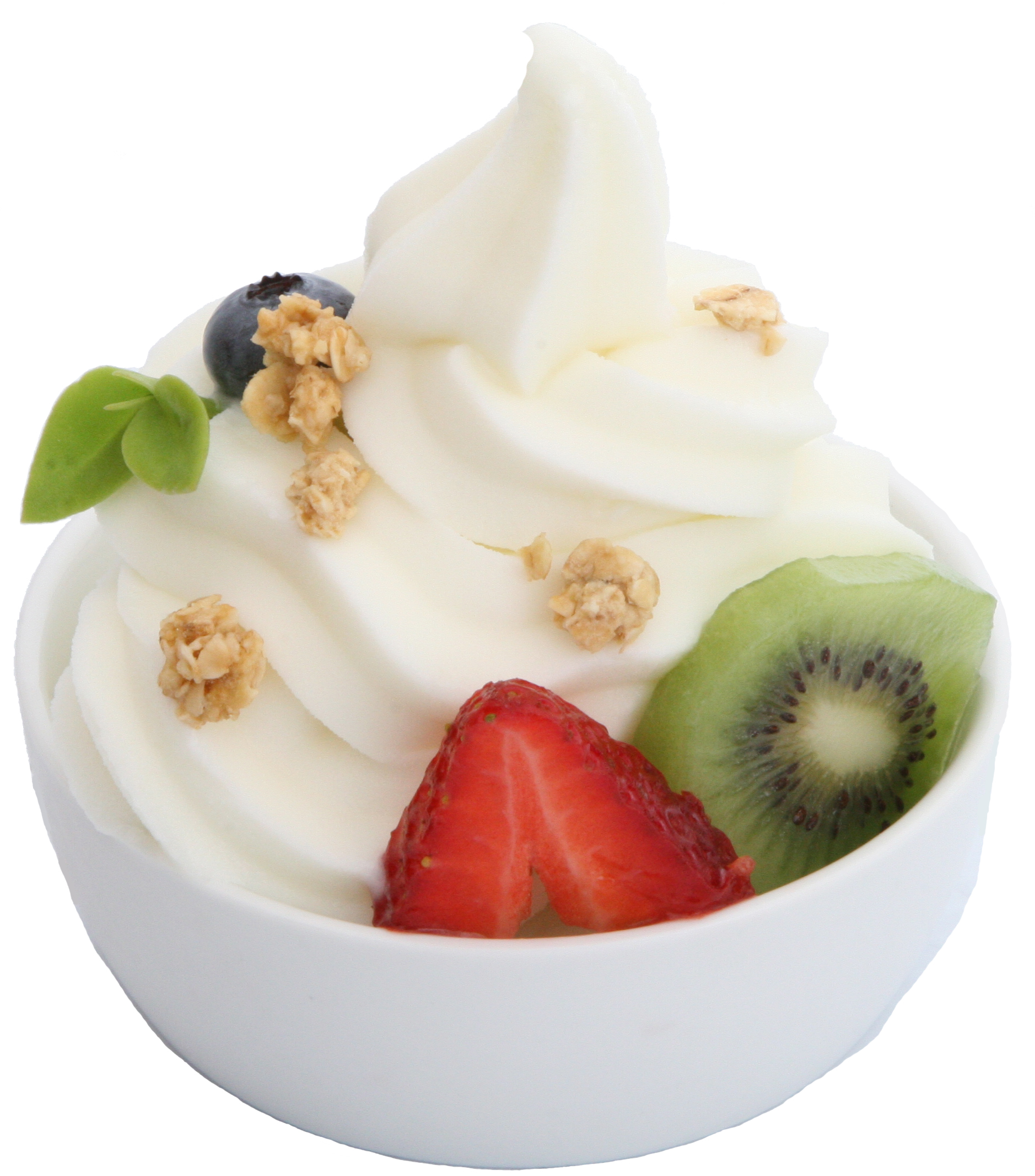
Yaourt glacé.

Le yaourt glacé (ou frozen yogurt) est un dessert glacé à base de yaourt. Il est moins gras que la glace traditionnelle car le yaourt remplace la crème.

## Histoire
Le yaourt glacé est né en Californie. Compte tenu de la forte demande des consommateurs américains pour les desserts glacés, TCBY ouvrait son premier magasin en 1981, avec la particularité de préparer le yaourt glacé directement en point de vente (grâce à une machine à glace molle), permettant de délivrer un produit très onctueux. TCBY est devenu la plus grande franchise de yaourt glacé dans le monde à cette époque. 
En 2005, Pinkberry introduisait une nouvelle recette avec du yaourt 0 % de matière grasse. Les ouvertures de nombreux autres magasins (parfois en libre-service, concept appelé self-serve ou build-your-own) aux États-Unis ont conduit à faire connaitre le yaourt glacé partout dans le monde. La demande des consommateurs pour ce dessert a atteint des niveaux sans précédent en 2013.

## Préparation
Le yaourt glacé se compose généralement de lait, de yaourt, de sucre et parfois d'arômes naturels ou artificiels et de colorants.
La matière grasse du lait comprend environ 0,55 à 6 % du yaourt, en fonction du type de lait et de yaourt utilisé. Les matières solides de lait représentent 8 à 14 % du volume de yaourt, fournissant du lactose et des protéines principalement. Le sucre permet de masquer l'acidité du yaourt et d'augmenter le volume des ingrédients solides dans la préparation, afin de réduire la cristallisation.
Pour produire une consistance lisse et légère au yaourt glacé, de l'air est incorporé lorsque le mélange est agité dans la machine (foisonnement). Le yaourt glacé peut être préparé de manière industrielle, le mélange est alors vendu sous forme de poudre qui doit être mélangée avec de l'eau ou directement sous forme liquide (prêt à l'emploi).